# Fátima Flórez
María Eugenia Flórez (Olivos, 3 de febrer de 1978), coneguda artísticament com a Fátima Flórez, és una actriu, ballarina, cantant, model, conductora, imitadora i humorista argentina.
És coneguda per haver estat una de les presentadores de Plan TV al costat de Gabriela Sobrado, i per les seves imitacions de l'expresidenta Cristina Fernández de Kirchner en Periodismo para todos, conduït pel periodista Jorge Lanata.
Ha guanyat dos premis Martín Fierro (2013 i 2015), gràcies a les seves imitacions a Periodismo para todos i ShowMatch, mentre que per la seva labor a teatre ha guanyat quatre premis Carlos, cinc premis Estrella de Mar i cinc premis VOS . És la única artista de l'Argentina que va guanyar tres ors (dos Carlos d'Or i un Estrella de Mar d'Or) en les temporades de teatre.
Des d'agost de 2023, és la parella de l'actual President de l'Argentina Javier Milei.